# Austis
Austis – miejscowość i gmina we Włoszech, w regionie Sardynia, w prowincji Nuoro. Graniczy z Neoneli, Nughedu Santa Vittoria, Olzai, Ortueri, Sorgono, Teti, Tiana i Tonara.
Według danych na rok 2004 gminę zamieszkiwały 962 osoby, 19,2 os./km².